# Hermès Sport Club
La Hermès Sport Club est un club de football basé à Constantinople (aujourd'hui Istanbul) ayant existé de 1877 à 1922.

## Historique
Fondé en 1877 par trois étudiants (K.D. Kostarakis, I.A. Zervoudakis et A.K. Stefopoulos), il est le premier club existant à Constantinople (aujourd'hui Istanbul) et devient la principale association sportive de la communauté grecque au sein de l'Empire ottoman. Au cours des décennies suivantes de nombreux autres clubs grecs de l'Empire ottoman se créent : Kurtuluş SK en 1896, Pera SC en 1914 ainsi qu'à Smyrne (Orpheus MSC en 1890, Apollon Smyrnis en 1891, Smyrna FC en 1894). Ces clubs, omnisports pour la plupart, permettent l'organisation d'activités sportives comme les jeux panconstantinopolitains.
À la suite de la guerre gréco-turque de 1919-1922 et des échanges de population entre la Grèce et la Turquie (connu en Grèce sous le nom de Grande Catastrophe), les Turcs expulsent massivement les Grecs de leur territoire. Les membres du club se réfugient à Thessalonique où ils fondent le PAOK Salonique.